# Economia d'Àustria

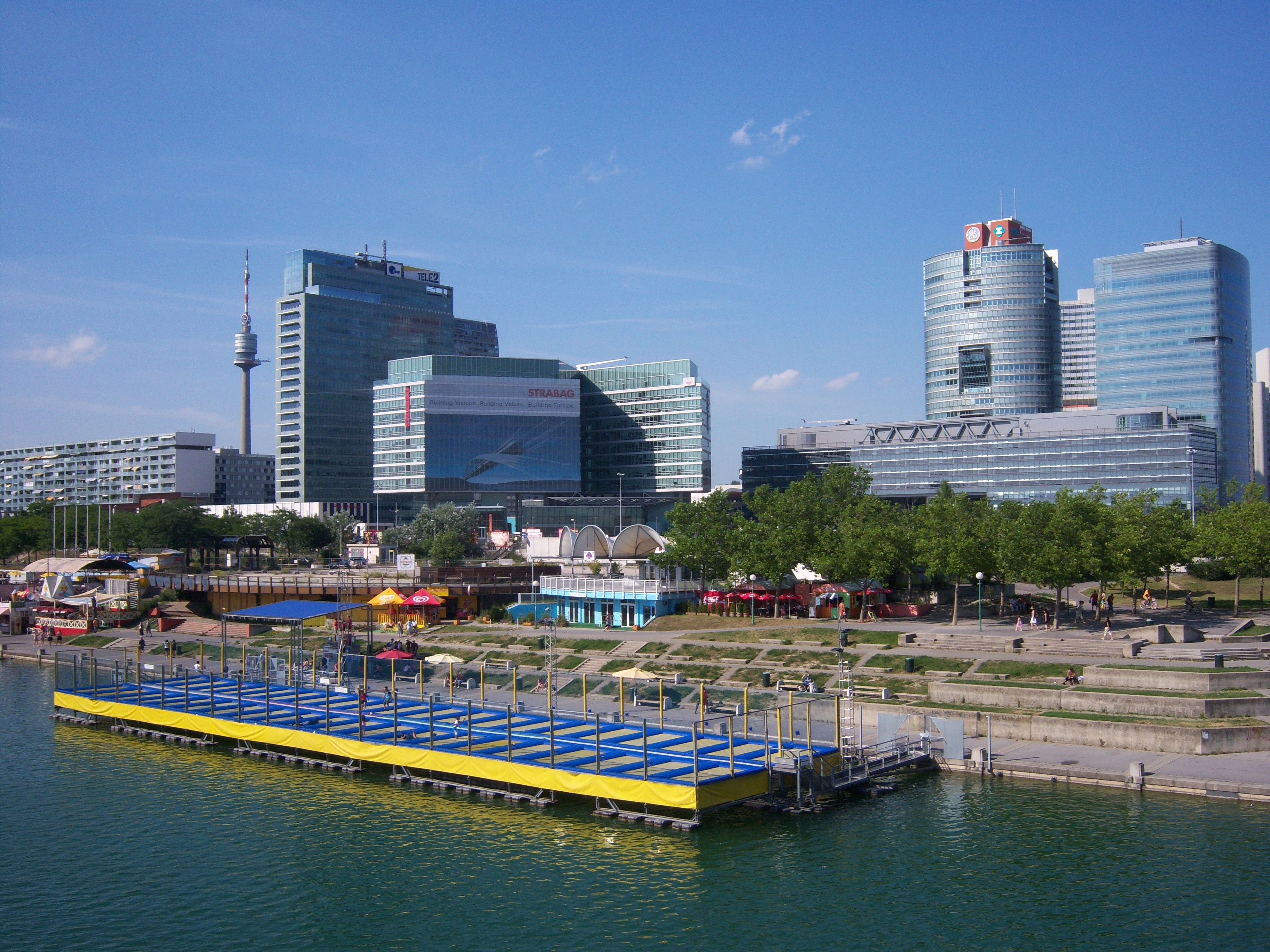
Donau City, a Viena.

Àustria, amb seva próspera economia de mercat i alt estàndard de vida, té lligams estrets amb altres països de la Unió Europea, especialment Alemanya. La seva economia té un fort sector de serveis, un sòlid sector industrial i un petit, però ben desenvolupat sector agrícola. El país també es beneficia molt de les seves fortes relacions comercials, especialment en els sectors bancari i d'assegurança, amb països de l'Europa central, oriental, i del sud-est.
Seguint diversos anys de demanda estrangera sòlida, rècord d'exportacions austríaques, i creixement d'ocupació, la crisi financera internacional i recessió econòmica global el 2008 va portar a una recessió que va persistir fins al tercer quart del 2009. El PIB va sofrir una retracció de 3,9% aquell any, però va créixer 2% l'any següent i 3% el 2011. L'atur no va créixer tant com en altres zones de la UE, en part a causa dels subsidis del govern perquè les empreses apliquessin la reducció de la jornada laboral sense fer dimissions. Les mesures d'estabilització i d'estímul així com una reducció en l'impost a la renda van comportar un augment del dèficit pressupostari de 4,7% el 2010 i 3,6% el 2011, comparat amb només 1,8% el 2008.

## Indústries

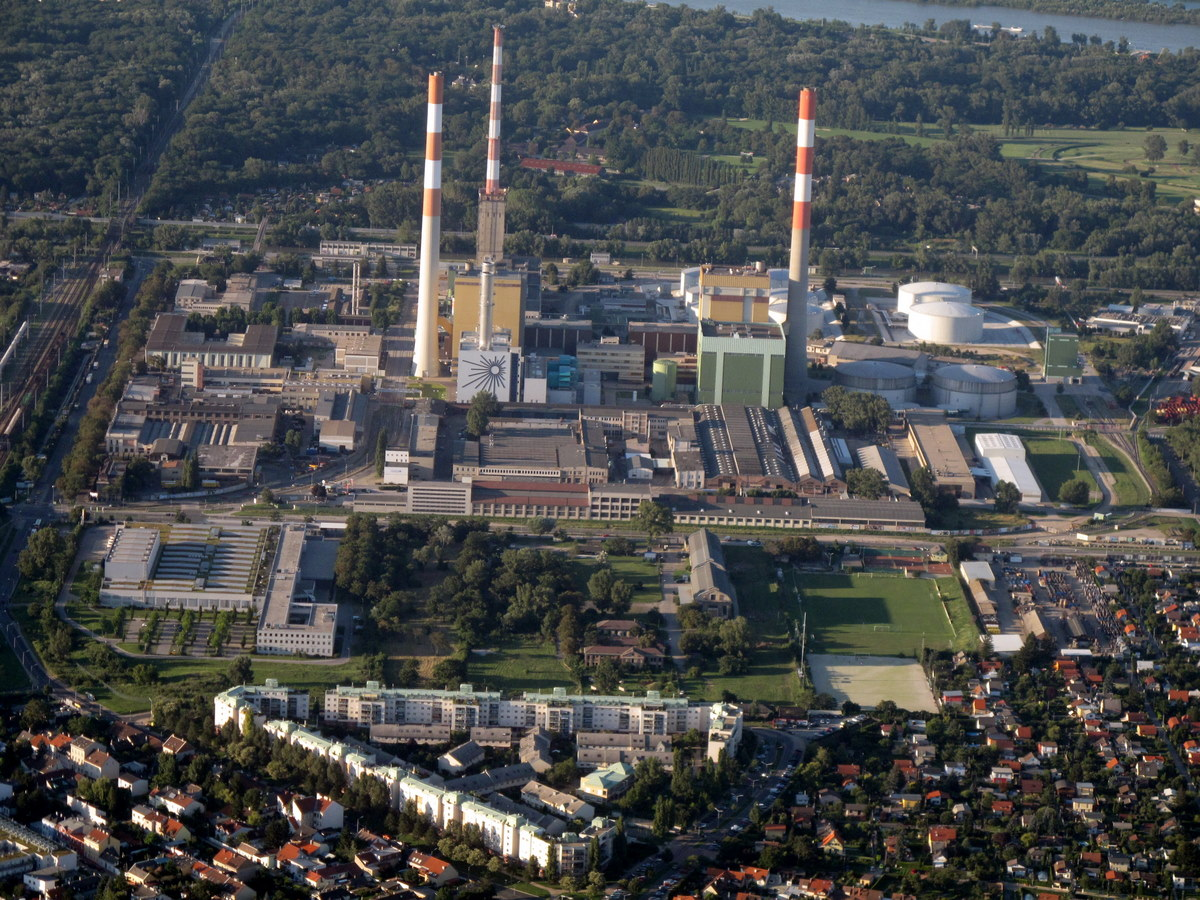
Edifici industrial a Viena.

Àustria és un país desenvolupat industrialment amb una component de serveis important. Els serveis representen el 67,5% de l'economia; no obstant això, el 30,3% restant inclou sectors industrials importants com són la fabricació de maquinària, la indústria de l'acer i les indústries químiques i d'automòbils.
Àustria és coneguda internacionalment per la sofisticació del sector de l'electrònica, especialment pels seus productes electrònics fets a mesura.
Encara que algunes indústries, com la del ferro i de l'acer, i les plantes químiques, siguin empreses grans que donen feina a milers de persones, les empreses a Àustria són relativament petites a escala internacional. En general, predominen les empreses petites i mitjanes. Només 167 companyies tenen més de 1.000 empleats.

## Turisme
El territori austríac ha estat ruta freqüent de viatgers des de temps immemorials. Amb la seva cèntrica ubicació europea i fronteres en comú amb 8 països (Alemanya, República Txeca, Eslovàquia, Eslovènia, Hongria, Itàlia, Suïssa i Liechtenstein), Àustria té una llarga tradició rebent turistes. Sent un país petit (8,2 milions d'habitants), Àustria cada any rep uns 19 milions de visitants estrangers, la qual cosa la situa dins de les 10 destinacions més populars del món.
El flux de turistes ha estat interromput al llarg de la història per les dues guerres mundials i després per la crisi econòmica dels anys 1920. Des de mitjan anys 1970, la indústria del turisme ha hagut d'enfrontar nous desafiaments com l'excessiu proteccionisme i canvis político-socials.
Els ingressos directes del sector de turisme van generar un 9,8% del PIB.
El turisme a Àustria es presenta com una combinació de cultura, història, naturalesa, esports i negocis. Àustria s'ha convertit en un centre de reunions de la política internacional i convencions.